# معين الدين فرخسير

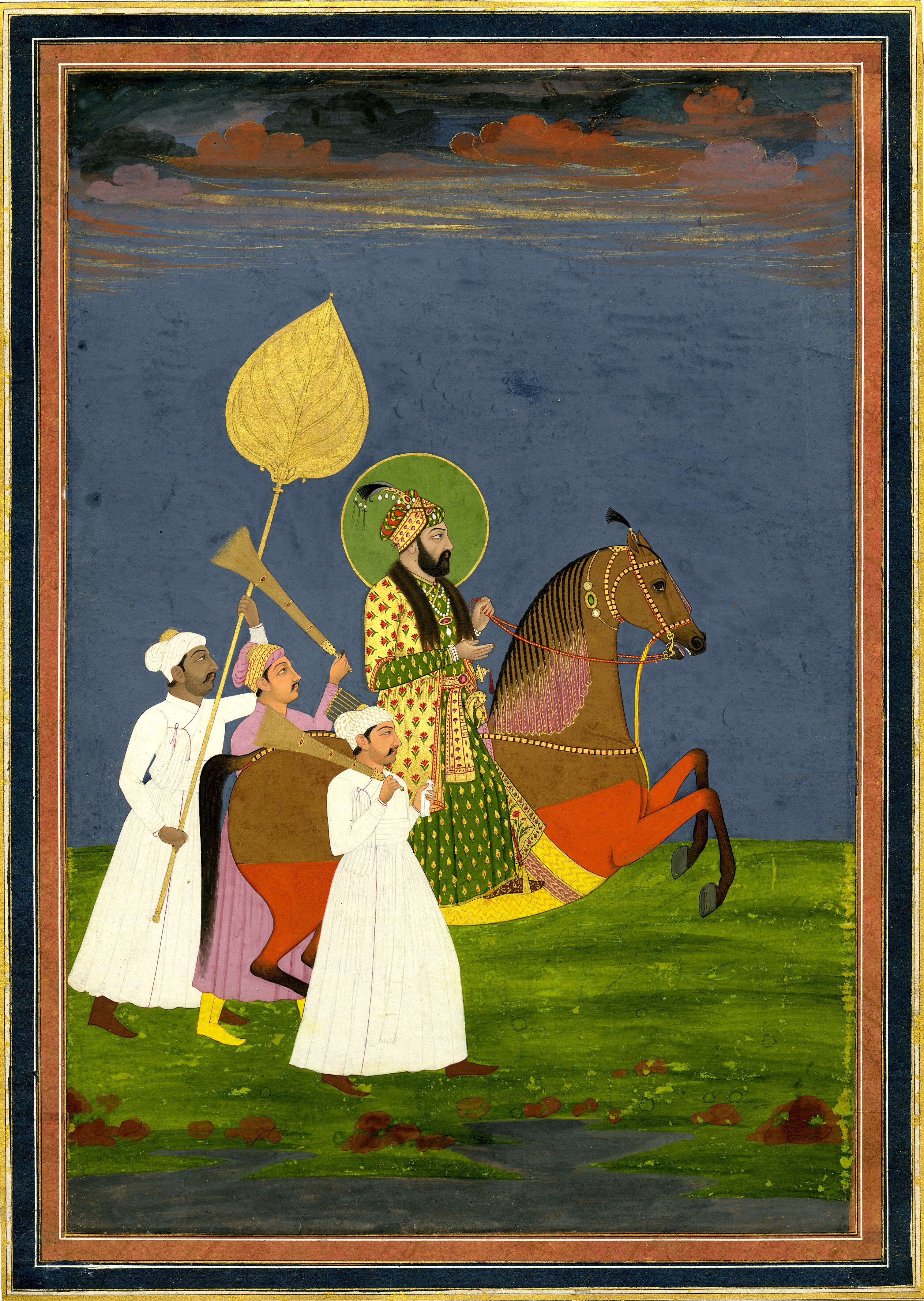

السُّلطَانُ الأَعظَم والخَاقَانُ المُكرَّم شَاهِنشَاهِ السَّلْطَنَةِ الْهِنْدِيَّةِ والمَغُولِيَّةِ أبُو المُظَفَّر مُعِينُ الدِّيْنِ مُحَمَّد شَاه فَرُخ سِيَر عَلِيم أكْبَر الثَّاني والا شَاه پَادشَاهُ البَّرِ والبَحرِ بنُ مُحَمَّد عَظِيمُ الشَّأن بن مُحَمَّد بَهَادُر الگوركاني (بالفارسية: السُّلطَانُ الأَعظَم والخَاقَانُ المُكرَّم شَاهنشَاهِ السَّلطَنةِ الْهِندِيَّةِ والمُغَلِيَّةِ أبُوالمُظَفَّر مُعِينُ‌الدِّيْنِ مُحَمَّد شَاه فَرُخ‌سِيَر عَلِيم أكْبَر ثاني والا شَاه پَادشَاهُ بَحر وبَر بنُ مُحَمَّد جَهَاندَار بن مُحَمَّد بَهَادُر گوركاني، وبالأردية: السلطان الأَعظَم والخاقان المكرم شہنشاہ السلطنة الهندية والمغليہ أبوالمُظفَّر مُعينُ‌الدينِ مُحمد شاه فَرُخ‌سِيَر علِيم أكبَر ثاني والا شَاه پَادشَاه بَهار وبَار بنُ مُحمد جَہاندَار بن مُحمد بَهادر گوركاني) (1096هـ - 1131هـ المُوافق فيه 20 آب (أغسطس) 1683م - 9 نيسان (أبريل) 1719م) المعروف اختصارًا بِـ«فرخ سير»، هو عاشر سلاطين دولة المغول الهنديَّة، وقد حكم البلاد من سنة 1124هـ المُوافقة لِسنة 1713م إلى سنة 1131هـ المُوافقة لِسنة 1719م. سُمِّي بِـ«فَرُّخ سِيَر» وهي كلمة فارسيَّة منحوتة من «فَرُّخ» ومعناها «حسن» و«سِيَر» ومعناها «السيرة» فيكون معنى الاسم «حسنُ السِيرة». شهد عهده صراعًا على السُّلطة بين فصائل البلاط وقد قُتِل نتيجةً لِهذا الصِّراع.

## الهجوم على باندا سينغ
كان باندا سينغ بهادور زعيمًا للسيخ، استولى بحلول أوائل عام 1700 على أجزاء من منطقة البنجاب فشل إمبراطور المغول بهادور شاه الأول في قمع انتفاضة باندا.
في عام 1714، هاجم السيرهند فوجدار (قائد الحامية) زين الدين أحمد خان السيخ بالقرب من روبار. في عام 1715، أرسل فاروخيسيار 20 ألف جندي بقيادة قمر الدين خان وعبد الصمد خان وزكريا خان بهادور لهزيمة بهادور. بعد ثمانية أشهر من الحصار في جورداسبور، استسلم بهادور بعد نفاد الذخيرة. قُبض على بهادور ورفاقه البالغ عددهم 200، وأحضروهم إلى دلهي؛ تم عرضه حول مدينة سرهيند.
تم وضع بهادور في قفص حديدي وتقييد السيخ الباقين بالسلاسل. تم الضغط عليهم للتخلي عن عقيدتهم ويصبحوا مسلمين. على الرغم من أن الإمبراطور وعد بتجنب السيخ الذين اعتنقوا الإسلام، وفقًا لوليام إيرفين، «لم يثبت وجود أي سجين على خطأ دينه». بعد رفضهم القاطع صدرت أوامر بإعدام الجميع. تم إحضار السيخ إلى دلهي في موكب مع 780 سجينًا من السيخ، و 2000 رأس سيخ معلق على الرماح، و 700 عربة محملة برؤوس السيخ المذبوحة تستخدم لإرهاب السكان. عندما وصل جيش فروخسار إلى القلعة الحمراء، أمر الإمبراطور المغولي باندا باهادور، باج سينغ، وسُجن بهاي فاتح سينغ ورفاقه في تريبوليا. بعد ثلاثة أشهر من الحبس، في 19 يونيو 1716، أعدم فاروخسيار بهادور وأتباعه، على الرغم من أن خاتريس الأثرياء في دلهي عرضوا المال مقابل إطلاق سراحه. تم اقتلاع عيون باندا سينغ، وقطع أطرافه، وجلده، ثم قُتل.